# Blenda Littmarck
Blenda Maria Vilhelmina Littmarck, född 15 april 1916 i Forsa församling, Gävleborgs län, död 29 januari 2009 i Gustav Vasa församling, Stockholms län, var en svensk politiker (moderat). Hon var ledamot i Stockholms kommunfullmäktige och riksdagsledamot mellan 1976 och 1988, invald för Stockholms kommuns valkrets. Littmarck är gravsatt på Forsa kyrkogård.